# 內特爾頓 (密蘇里州)
內特爾頓（英語：Nettleton）是位於美國密蘇里州考德威爾縣的非建制地區。

## 歷史
內特爾頓的郵局於1872年設立，其後於1980年停運。

## 地理
內特爾頓所處的海拔為高於海平面295米（即968英呎），而該地所採用的時區為UTC-6，即北美中部時區（CST）。同時該地設有夏令時間，為UTC-6調快一小時，即UTC-5（CDT）。